# Profession de foi de Paul VI

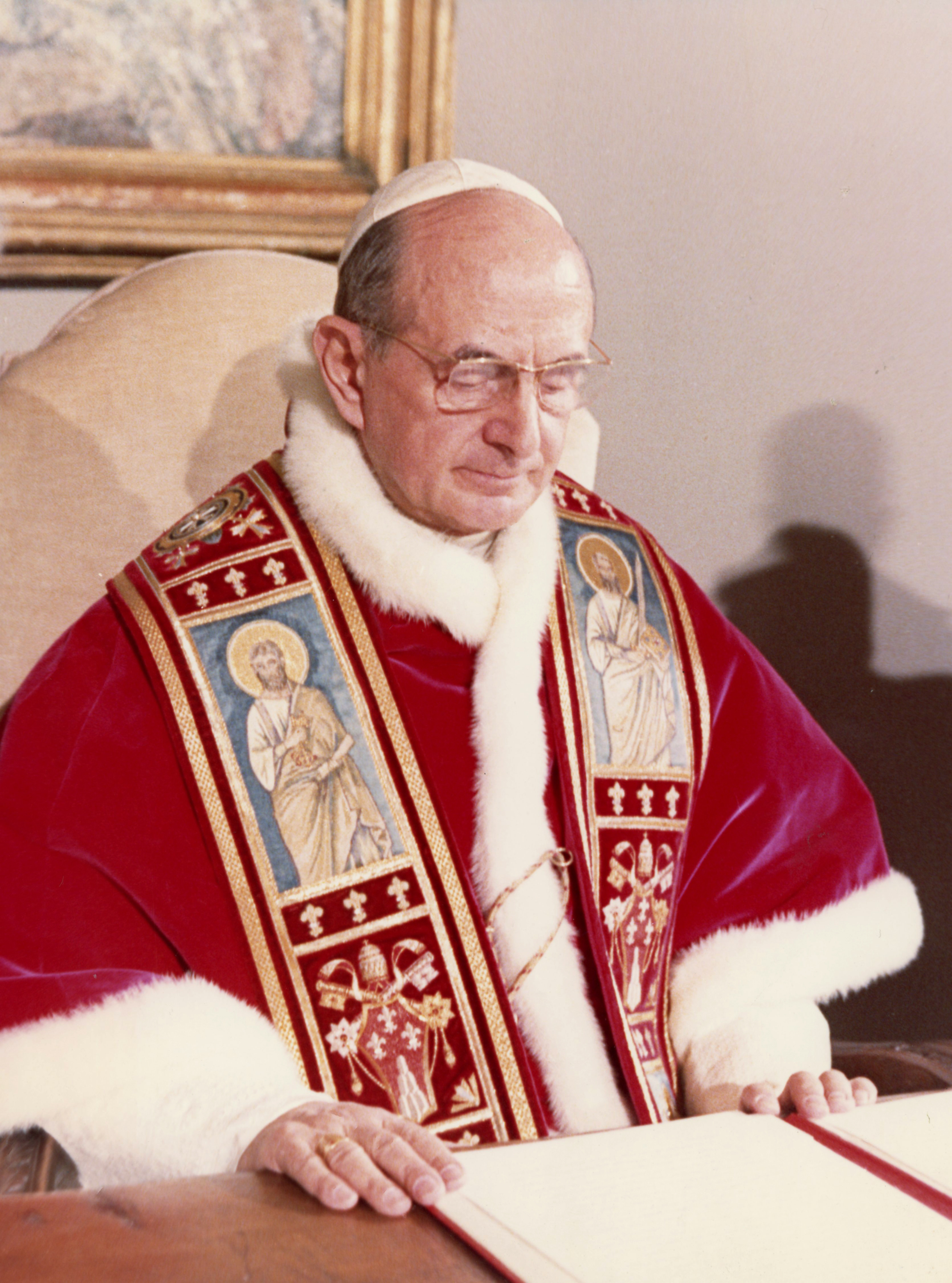
29 juin 1968: Paul VI photographié dans son studio papal la veille de la proclamation du Solemni Hac Liturgia.

La Profession de foi de Paul VI est un exposé de la foi catholique proclamé par le pape Paul VI le 30 juin 1968.
Peut-être en réaction à ce qu'il jugeait comme étant trop de modernisme et à la parution du catéchisme hollandais, le pape Paul VI, sur une idée de Jacques Maritain dont le brouillon fut transmis par le cardinal Journet, souhaita déclarer une profession de foi, développée à partir du Symbole de Nicée-Constantinople. 
Le pape exprime d'ailleurs sa ou une de ses motivation(s) dans le préambule du texte  : « Ils n'échappent pas à l'influence d'un monde en profonde mutation, dans lequel tant de certitudes sont mises en contestation ou en discussion. Nous voyons même des catholiques se laisser prendre par une sorte de passion du changement et de la nouveauté. »
Officialisé par le motu proprio Solemni Hac Liturgia, Paul VI clôture le dimanche 30 juin 1968, ce qui était appelé l'« Année de la Foi », par la proclamation de cette profession de foi sur la place Saint-Pierre du Vatican:
1. ↑  Magazine 30 Jours n°4 (dirigé par Giulio Andreotti, année 2008).
2. ↑  Texte officiel du motu proprio, publié en latin
3. ↑  Le texte en français